# Pseudoscaphirhynchus fedtschenkoi
Pseudoscaphirhynchus fedtschenkoi är en art av familjen störfiskar som finns i Syr-Darjafloden i Kazakstan, Tadzjikistan och Uzbekistan. Den är utrotningshotad, eventuellt redan utdöd.

## Utseende
Arten är en avlång fisk med lång, spetsig och spadlikt tillplattad nos. Färgen är grå till svart på ovansidan, vit på buken. Kroppen är täckt av benplåtar med små benknölar mellan plåtarna. Ryggfenan har 27 till 36 mjukstrålar, analfenan 19 till 22. Arten är liten, blir inte mer än 65 cm lång.

## Vanor
Pseudoscaphirhynchus fedtschenkoi föredrar grumligt, strömmande vatten. Även om den tidigare även levde i den bräckta (numera hypersalina) Aralsjön, har den numera anpassat sig till ett rent sötvattensliv. Den livnär sig på bottendjur, främst vattenlevande insektslarver.

### Fortplantning
Arten leker i slutet av april i områden med snabb ström och stenig botten. Under leken kan honan lägga upp till 3 800 ägg.

## Utbredning
Numera finns arten endast i Syr-Darjafloden, i den mån den fortfarande finns kvar. Tidigare fanns den också i Aralsjön innan flodregleringar och sjöns drastiska förminskning kraftigt ökade dess salthalt och stängde ute stören från det området.

## Status
IUCN har klassificerat Pseudoscaphirhynchus fedtschenkoi som akut hotad ("CR", underklassificering "C2a(i,ii)"), och farhågor finns att den redan är utdöd (senaste fångstuppgifter är från slutet av 1960- till början av 1970-talet). Främsta orsak är Aralsjöns ovannämnda minskning, men vattenföroreningar spelar också en roll. Dessutom har kanalbyggen minskat grumligheten i floden, vilket haft en negativ effekt på arten.